# Malkhaz Gurieli
Malkhaz Gurieli fou mtavari de Gúria del 1684 al 1685 i el 1689. Era el fill jove de Kai Khusrau I Gurieli, mtavari de Gúria, i va succeir al seu germà Jordi III de Gúria quan aquest va morir en combat el 1684. Derrocat pel seu nebot Kai Khusrau II Gurieli va marxar exiliat a Akhaltsikhé el 1685. Restaurat pels turcs el 1689 fou derrocat un altre cop i cegat al cap de poc. El tron va passar a Mamia III Gurieli de Gúria (després rei d'Imerècia). Va fer-se monjo i va arribar a ser bisbe de Semokmedi.